# Emma (pel·lícula de 1932)
Emma és una pel·lícula estatunidenca dirigida per Clarence Brown, estrenada el 1932.

## Argument
Emma Thatcher és minyona en una família americana, els Smith. Ella s'ocupa de l'educació dels tres fills de la parella. Mrs Smith, que ha de donar a llum un altre noi, mor durant el part. Per la seva presència d'esperit, Emma permet sobreviure al nounat, Ronnie. Els anys passen, els nens han crescut. Són tots casats, o a punt de fer-ho. Només Ronnie, enamorat de l'aviació, s'ha fet un pilot emèrit. Emma continua impulsant tota la família, també a Frederick Smith, el pare, que es remet a ella per a tot. La vella dona decideix tanmateix prendre alguns dies de permís després de molts anys de feina. M. Smith l'acompanya a l'aeròdrom i, de sobte, li demana que comparteixi el seu viatge i la seva vida. Després d'algunes indecisions, Emma accepta. Els fills Smith s'assabenten pels diaris de les segones núpcies del seu pare. Però aquest, a la tornada, té un atac de cor i mor, malgrat les cures de la seva nova esposa. M. Haskins, el notari, ensenya a Emma que li ha llegat tota la seva fortuna. Els fills desheretats s'alien contra la seva antiga dida, a excepció de Ronnie. L'acusen d'haver enverinat el seu pare. Emma és portada als tribunals. Assabentant-se del que passa, Ronnie, i per anar a ajudar a Emma, s'envola, malgrat el mal temps, a bord del seu avió, però, enxampat en una tempesta de neu, l'artefacte cau...

## Repartiment
- Marie Dressler: Emma Thatcher Smith
- Richard Cromwell: Ronald Smith
- Jean Hersholt: Mr. Frederick Smith
- Myrna Loy: Comtessa Isabelle Smith Marlin
- Dale Fuller: Minyona a l'hotel
- Wilfred Noy: Drake, el primer amo d'hotel
- John Miljan: Fiscal
- Purnell Pratt: Mr. Haskins
- Barbara Kent: Gypsy Smith
- George Meeker: Bill Smith

## Nominacions
- Oscar a la millor actriu 1932 per Marie Dressler